# 理查德·赖特 (作家)

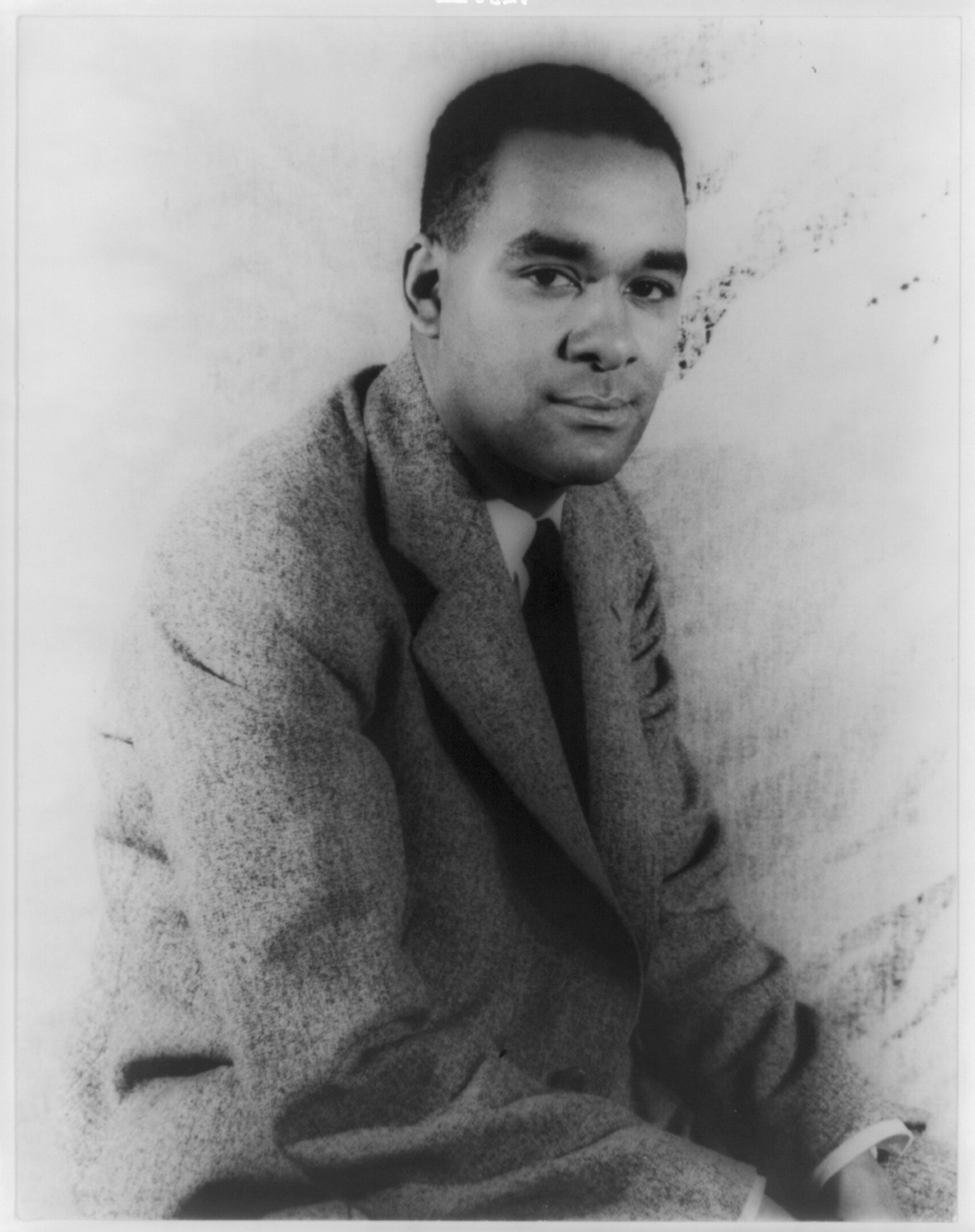
理查德·赖特，1939年卡尔·范·韦克滕摄

理查德·纳撒尼尔·赖特（英語：Richard Nathaniel Wright，1908年9月4日—1960年11月28日），非裔美國人作家，哈莱姆文艺复兴肇始者之一。他的代表作《土生子》对后来的非裔美國人文學产生了很大的影响。